# Теория на валентните връзки
В химията, Теорията на валентните връзки (ТВВ) е една от двете основни теории, заедно с Метод на молекулните орбитали, разработени с цел обяснение на химичните връзки с методите на квантовата механика. Тази теория се фокусира на това как се комбинират атомните орбитали на отделните атоми, давайки индивидуални химични връзки, когато се формира молекула.

## Същност
Теорията на валентните връзки (ТВВ) е теория за локализираната химична връзка. Според тази теория връзките между атомите в молекулите се формират посредством една или повече електронни двойки. Електронните двойки могат да се образуват от два несдвоени електрона на отделните атоми. Тези несдвоени електрони или съществуват в атомите, или се получават от електронни двойки, когато атомът мине във възбудено състояние или както се нарича още във валентно състояние. При първия случай образуването на обща електронна двойки става чрез припокриване на атомните орбитали на двата атома.
При припокриване на атомните орбитали се получават σ и π-връзки. Геометричната форма на молекулите се определя от σ-връзките и от несподелените електронни двойки; π-връзките не влияят на структурата на молекулата, но тя трябва да се представи с резонансни форми. Това е един от незадоволителните аспекти при използване на ТВВ. Методът на молекулните орбитали избягва проблема с резонансните структури, като приема, че електронната плътност на π-връзките се делокализира между всички припокриващи се орбитали. π-връзките се съвместяват със σ-връзките и не влияят на тяхната посока.
Получаването на единични електрони от електронни двойки ще обясним с образуването на молекулата на BeCl2. При наличие на хлоридни лиганди, берилият минава от основно стабилно 1s22s2-състояние във възбудено 1s22s12p1-състояние. При припокриване на 2s и 2p-орбитали на берилия с p-орбиталите на хлорните атоми бихме очаквали да получат различни по енергия и пространствено ориентиране химични връзки. Опитът показва, че двата връзки са равностойни и молекулата на BeCl2. Този проблем в ТВВ е бил разрешен от американския химик Полинг, който през 1931 г. е създал концепцията за хибридизация на атомните орбитали.